# Rufus Does Judy at Carnegie Hall
 (juillet 2021).
Si vous disposez d'ouvrages ou d'articles de référence ou si vous connaissez des sites web de qualité traitant du thème abordé ici, merci de compléter l'article en donnant les références utiles à sa vérifiabilité et en les liant à la section « Notes et références ».
 (juillet 2021).
La mise en forme du texte ne suit pas les recommandations de Wikipédia : il faut le « wikifier ».
Les points d'amélioration suivants sont les cas les plus fréquents. Le détail des points à revoir est peut-être précisé sur la page de discussion.
- Les titres sont pré-formatés par le logiciel. Ils ne sont ni en capitales, ni en gras.
- Le texte ne doit pas être écrit en capitales (les noms de famille non plus), ni en gras, ni en italique, ni en « petit »…
- Le gras n'est utilisé que pour surligner le titre de l'article dans l'introduction, une seule fois.
- L'italique est rarement utilisé : mots en langue étrangère, titres d'œuvres, noms de bateaux, etc.
- Les citations ne sont pas en italique mais en corps de texte normal. Elles sont entourées par des guillemets français : « et ».
- Les listes à puces sont à éviter, des paragraphes rédigés étant largement préférés. Les tableaux sont à réserver à la présentation de données structurées (résultats, etc.).
- Les appels de note de bas de page (petits chiffres en exposant, introduits par l'outil «  Source ») sont à placer entre la fin de phrase et le point final[comme ça].
- Les liens internes (vers d'autres articles de Wikipédia) sont à choisir avec parcimonie. Créez des liens vers des articles approfondissant le sujet. Les termes génériques sans rapport avec le sujet sont à éviter, ainsi que les répétitions de liens vers un même terme.
- Les liens externes sont à placer uniquement dans une section « Liens externes », à la fin de l'article. Ces liens sont à choisir avec parcimonie suivant les règles définies. Si un lien sert de source à l'article, son insertion dans le texte est à faire par les notes de bas de page.
- La présentation des références doit suivre les conventions bibliographiques. Il est recommandé d'utiliser les modèles {{Ouvrage}}, {{Chapitre}}, {{Article}}, {{Lien web}} et/ou {{Bibliographie}}. Le mode d'édition visuel peut mettre en forme automatiquement les références.
- Insérer une infobox (cadre d'informations à droite) n'est pas obligatoire pour parachever la mise en page.

Pour une aide détaillée, merci de consulter Aide:Wikification.
Si vous pensez que ces points ont été résolus, vous pouvez retirer ce bandeau et améliorer la mise en forme d'un autre article.
Albums de Rufus Wainwright
Release The Stars
(2007) Milwaukee at Last!!!
(2009)
Rufus Does Judy at Carnegie Hall est le sixième album, et premier album en concert, de l'auteur-compositeur-interprète canado-américain Rufus Wainwright. Il est sorti en 2007.

## Liste des titres
CD 1
1. Overture: The Trolley Song / Over the Rainbow / The Man That Got Away
(Ralph Blane, Hugh Martin) / (Harold Arlen, Yip Harburg) / (Arlen, Ira Gershwin) – 4:15
2. When You're Smiling (The Whole World Smiles With You) (Mark Fisher, Joe Goodwin, Larry Shay) – 3:44
3. Medley: Almost Like Being in Love / This Can't Be Love
(Alan Jay Lerner, Frederick Loewe) / (Richard Rodgers, Lorenz Hart) – 6:10
4. Do It Again (George Gershwin, Buddy DeSylva) – 5:15
5. You Go to My Head (J. Fred Coots, Haven Gillespie) – 2:40
6. Alone Together (Howard Dietz, Arthur Schwartz) – 3:21
7. Who Cares? (As Long as You Care for Me) (G. Gershwin, I. Gershwin) – 2:08
8. Puttin' on the Ritz (Irving Berlin) – 1:56
9. How Long Has This Been Going On? (G. Gershwin, I. Gershwin) – 5:46
10. Just You, Just Me (Jesse Greer, Raymond Klages) – 2:03
11. The Man That Got Away (Arlen, I. Gershwin) – 4:59
12. San Francisco (Walter Jurmann, Gus Kahn, Bronisław Kaper) – 4:53

CD 2
1. That's Entertainment! (Dietz, Schwartz) – 2:27
2. I Can't Give You Anything But Love (Dorothy Fields, Jimmy McHugh) – 8:11
3. Come Rain or Come Shine (Arlen, Johnny Mercer) – 3:56
4. You're Nearer (Rodgers, Hart) – 1:58
5. A Foggy Day (G. Gershwin, I. Gershwin) – 2:55
6. If Love Were All (Noël Coward) – 2:33
7. Zing! Went the Strings of My Heart – (J. F. Hanely) – 3:48
8. Stormy Weather (Arlen, Ted Koehler) – 6:45 (performed by Martha Wainwright)
9. Medley: You Made Me Love You / For Me and My Gal / The Trolley Song
(Joseph McCarthy, James V. Monaco, Roger Edens) / (George W. Meyer, Edgar Leslie, E. Ray Goetz) / (Blane, Martin) – 4:37
10. Rock-a-Bye Your Baby with a Dixie Melody (Sam M. Lewis, Fred Schwartz, Joe Young) – 5:45
11. Over the Rainbow (Arlen, Harburg) – 4:47 (featuring Kate McGarrigle)
12. Swanee (Irving Caesar, G. Gershwin) – 1:54
13. After You've Gone (Henry Creamer, Turner Layton) – 2:57 (featuring Lorna Luft)
14. Chicago (Fred Fisher) – 4:30